# Monterrei
Monterrei è un comune spagnolo di 3 314 abitanti situato nella comunità autonoma della Galizia. Ha dato i natali al nobile Gaspar de Zúñiga.